# Грб Евенкије
Грб Евенкије је био званични симбол једног од бивших субјеката Руске федерације са статусом аутономног округа — Евенкије. Грб је званично усвојен 1990-их, а са укидањем Евенкијског аутономног округа 1. јануара 2007. године користи се као грб Евенкијског рејона.

## Опис грба
Грб је златне боје и има овалан облик са таласастим рубовима и сребрном затвореном линијом уз руб. Поље грба је подјељено хоризонтално, од чега је горње поље у златној, а доње у азурно-плавој боји. Преко оба поља је представљена стилизована фигура бијеле дивље гуске са погледом ка врху грба, која се сматра националним симболом локалних Евенкија. Иза крила гуске у горњој половини је представљено излазеће сунце у црвеној боји.